# Эшольцмат
Эшольцмат (нем. Escholzmatt) — деревня и бывшая коммуна в Швейцарии, в кантоне Люцерн. Население составляло 3138 человека (на 31 декабря 2011 года). Официальный код — 1003.
Впервые упоминается в 1169 году как Askolvismatte, затем в 1240 году как Askoltispach и Asholtismate, в 1275 году как Aeschelsmat.
До 2012 года коммуна Эшольцмат входила в состав округа Энтлебух. 1 января 2013 года произошло слияние коммун Эшольцмат и Марбах в Эшольцмат-Марбах, одновременно был упразднён ранее существовавший округ и образован избирательный округ Энтлебух, в который вошла новая коммуна.

## Географическое положение
Площадь коммуны составляла 61,41 км². Она находилась на высоте от 753 до 2090 м. Эшольцмат находится на границе бассейнов рек Эмме и Кляйне-Эмме. 50,0 % площади составляли сельскохозяйственные угодья, 44,1 % — леса, 3,1 % территории заселено.

## Население
На 2011 год население Эшольцмат составляло 3138 человека. В 2000 году 95,0 % жителей говорили на немецком, 1,7 % — на албанском, 1,0 % — на сербо-хорватском.
| 1650 | 1850 | 1900 | 1950 | 2000 | 2006 | 2011 |
| ---- | ---- | ---- | ---- | ---- | ---- | ---- |
| 900  | 3348 | 3127 | 3509 | 3229 | 3162 | 3138 |